# Solliciteur général des États-Unis
Pour les articles homonymes, voir Solliciteur général.
Le solliciteur général des États-Unis (en anglais, Solicitor General of the United States) est au quatrième rang de la hiérarchie du département de la Justice, après le procureur général des États-Unis (United States Attorney General), qui dirige le ministère, son adjoint, le procureur général adjoint (Deputy Attorney General) et le procureur général associé des États-Unis (United States Associate Attorney General). Il est chargé de diriger la représentation en justice du gouvernement des États-Unis. C'est en général lui, ou son adjoint, le premier solliciteur général adjoint (Principal Deputy Solicitor General), qui plaide pour l'Union devant la Cour suprême, soit parce que celle-ci est partie au procès, soit qu'elle ait souhaité intervenir, soit que la Cour suprême ait sollicité son avis.
Sa tâche ne s'étend pas à la direction des poursuites pénales, où il s'agit essentiellement d'apporter la preuve de la culpabilité des accusés, puisque celle-ci relève des procureurs fédéraux (United States attorneys), qui sont supervisés par le procureur général adjoint. Mais le solliciteur général des États-Unis intervient si l'affaire vient en appel.
L'actuelle avocate générale est Elizabeth Prelogar, depuis le 28 octobre 2021.

## Liste des avocats généraux des États-Unis
| Portrait    | Solliciteur général        | Durée                                                                      | Président          |
| ----------- | -------------------------- | -------------------------------------------------------------------------- | ------------------ |
|             | Benjamin Bristow           | 11 octobre 1870 – 15 novembre 1872                                         | Ulysses Grant      |
|             | Samuel Phillips            | 11 décembre 1872 – 1er mai 1885                                            | Ulysses Grant      |
|             | John Goode                 | 1er mai 1885 – 5 août 1886                                                 | Grover Cleveland   |
|             | George Jenks               | 30 juillet 1886 – 29 mai 1889                                              | Grover Cleveland   |
|             | Orlow Chapman              | 29 mai 1889 – 19 janvier 1890                                              | Benjamin Harrison  |
|             | William Taft               | 4 février 1890 – 20 mars 1892                                              | Benjamin Harrison  |
|             | Charles Aldrich            | 21 mars 1892 – 28 mai 1893                                                 | Benjamin Harrison  |
|             | Lawrence Maxwell           | 6 avril 1893 – 30 janvier 1895                                             | Grover Cleveland   |
|             | Holmes Conrad              | 6 février 1895 – 1er juillet 1897                                          | Grover Cleveland   |
|             | John Richards              | 6 juillet 1897 – 16 mars 1903                                              | William McKinley   |
|             | Henry Hoyt                 | 25 février 1903 – 31 mars 1909                                             | Teddy Roosevelt    |
|             | Lloyd Bowers               | 1er avril 1909 – 9 septembre 1910                                          | William Taft       |
|             | Frederick Lehmann          | 12 décembre 1910 – 15 juillet 1912                                         | William Taft       |
|             | William Bullitt            | 16 juillet 1912 – 11 mars 1913                                             | William Taft       |
|             | John Davis                 | 30 août 1913 – 26 novembre 1918                                            | Woodrow Wilson     |
|             | Alexander King             | 27 novembre 1918 – 23 mai 1920                                             | Woodrow Wilson     |
|             | William Frierson           | 1er juin 1920 – 30 juin 1921                                               | Woodrow Wilson     |
|             | James Beck                 | 1er juin 1921 – 11 mai 1925                                                | Warren Harding     |
|             | William Mitchell           | 4 juin 1925 – 5 mars 1929                                                  | Calvin Coolidge    |
|             | Charles Hughes             | 27 mai 1929 – 16 avril 1930                                                | Herbert Hoover     |
|             | Thomas Thacher             | 22 mars 1930 – 4 mai 1933                                                  | Herbert Hoover     |
|             | James Biggs                | 5 mai 1933 – 24 mars 1935                                                  | Franklin Roosevelt |
|             | Stanley Reed               | 25 mars 1935 – 30 janvier 1938                                             | Franklin Roosevelt |
|             | Robert Jackson             | 5 mars 1938 – 17 janvier 1940                                              | Franklin Roosevelt |
|             | Francis Biddle             | 22 janvier 1940 – 4 septembre 1941                                         | Franklin Roosevelt |
|             | Charles Fahy               | 15 novembre 1941 – 27 septembre 1945                                       | Franklin Roosevelt |
|             | Howard McGrath             | 4 octobre 1945 – 7 octobre 1946                                            | Harry Truman       |
|             | Philip Perlman             | 30 juillet 1947 – 15 août 1952                                             | Harry Truman       |
|             | Walter Cummings            | 2 décembre 1952 – 1er mars 1953                                            | Harry Truman       |
|             | Simon Sobeloff             | 10 février 1954 – 19 juillet 1956                                          | Dwight Eisenhower  |
|             | Lee Rankin                 | 4 août 1956 – 23 janvier 1961                                              | Dwight Eisenhower  |
|             | Archibald Cox              | 24 janvier 1961 – 31 juillet 1965                                          | John F. Kennedy    |
|             | Thurgood Marshall          | 11 août 1965 – 30 août 1967                                                | Lyndon Johnson     |
|             | Erwin Griswold             | 12 octobre 1967 – 25 juin 1973                                             | Lyndon Johnson     |
|             | Robert Bork                | 27 juin 1973 – 20 janvier 1977                                             | Richard Nixon      |
| Gerald Ford | Robert Bork                | 27 juin 1973 – 20 janvier 1977                                             |                    |
|             | Daniel Friedman Intérim    | 20 janvier 1977 – 4 mars 1977                                              | Jimmy Carter       |
|             | Wade McCree                | 4 mars 1977 – 20 janvier 1981                                              | Jimmy Carter       |
|             | Rex Lee                    | 6 août 1981 – 1er juin 1985                                                | Ronald Reagan      |
|             | Charles Fried              | 23 octobre 1985 – 20 janvier 1989 Intérim: 1er juin 1985 – 23 octobre 1985 | Ronald Reagan      |
|             | William Bryson Intérim     | 20 janvier 1989 – 27 mai 1989                                              | George H. W. Bush  |
|             | Kenneth Starr              | 27 mai 1989 – 20 janvier 1993                                              | George H. W. Bush  |
|             | William Bryson Intérim     | 20 janvier 1993 – 7 juin 1993                                              | Bill Clinton       |
|             | Drew Days                  | 7 juin 1993 – 28 juin 1996                                                 | Bill Clinton       |
|             | Walter Dellinger Intérim   | 28 juin 1996 – 7 novembre 1997                                             | Bill Clinton       |
|             | Seth Waxman                | 7 novembre 1997 – 20 janvier 2001                                          | Bill Clinton       |
|             | Barbara Underwood Acting   | 20 janvier 2001 – 13 juin 2001                                             | George W. Bush     |
|             | Ted Olson                  | 13 juin 2001 – 13 juillet 2004                                             | George W. Bush     |
|             | Paul Clement               | 13 juin 2005 – 2 juin 2008 Intérim: 13 juillet 2004 – 13 juin 2005         | George W. Bush     |
|             | Gregory Garre              | 2 octobre 2008 – 20 janvier 2009 Intérim: 2 juin 2008 – 2 octobre 2008     | George W. Bush     |
|             | Edwin Kneedler Intérim     | 20 janvier 2009 – 20 mars 2009                                             | Barack Obama       |
|             | Elena Kagan                | 20 mars 2009 – 17 mai 2010                                                 | Barack Obama       |
|             | Neal Katyal Intérim        | 17 mai 2010 – 9 juin 2011                                                  | Barack Obama       |
|             | Don Verrilli               | 9 juin 2011 – 25 juin 2016                                                 | Barack Obama       |
|             | Ian Gershengorn Intérim    | 25 juin 2016 – 20 janvier 2017                                             | Barack Obama       |
|             | Noel Francisco Intérim     | 20 janvier 2017 – 10 mars 2017                                             | Donald Trump       |
|             | Jeff Wall Intérim          | 10 mars 2017 – 19 septembre 2017                                           | Donald Trump       |
|             | Noel Francisco             | 19 septembre 2017 – 3 juillet 2020                                         | Donald Trump       |
|             | Jeff Wall Intérim          | 3 juillet 2020 – 20 janvier 2021                                           | Donald Trump       |
|             | Elizabeth Prelogar Intérim | 20 janvier 2021 – 11 août 2021                                             | Joe Biden          |
|             | Brian Fletcher Intérim     | 11 août 2021 – 28 octobre 2021                                             | Joe Biden          |
|             | Elizabeth Prelogar         | 28 octobre 2021 – 20 janvier 2025                                          | Joe Biden          |
|             | Sarah M. Harris intérim    | 20 janvier 2025 - 4 avril 2025                                             | Donald Trump       |
|             | Dean John Sauer            | 4 avril 2025 - en fonction                                                 | Donald Trump       |